# Dag- en nachtgoden
In de Egyptische oudheid waren De goden van de dag en van de nacht god-groepen die de dode hielpen of beschermden in de onderwereld of in de dag. Ieder uur stelde een god voor. Ze hadden cryptische namen namelijk De god die de knoop van de touw geeft aan de zonnebark.

## Goden van de dag
Zoals vermeld werden de goden vereerd per uur. Een kleine link naar de boeken van de grotten en de poorten is al snel gelegd, aangezien iedere uur in de onderwereld of in de huidige wereld een plek was waar de zonnebark langs voer. De goden werden hetzelfde gegroepeerd als de goden van de nacht, alleen werden ze minder afgebeeld. De goden stonden in twee rijen en werden afgebeeld in verschillende kleuren, tussen hen in stond de slang hij die verwijderd zou moeten worden. De goden werden afgebeeld op de wanden van verschillende koningen in de Vallei der Koningen. De goden van de dag bestonden uit:
| Uur | god                                      |
| --- | ---------------------------------------- |
| 1   | Maät                                     |
| 2   | Hu                                       |
| 3   | Sia                                      |
| 4   | Asbet                                    |
| 5   | Igaret                                   |
| 6   | Seth                                     |
| 7   | Horus                                    |
| 8   | Chons                                    |
| 9   | Isis                                     |
| 10  | Heka                                     |
| 11  | Hij die de knoop geeft aan de zonnebark  |
| 12  | Hij die bescherming biedt in het vreemde |

## Goden van de nacht
Elk uur in de onderwereld werd gepresenteerd door een god die beschermend was. Deze goden beschermden de zonnebark van Ra en de dode. De dode kon beschermd worden op de bark door het noemen van zo'n naam of identiteit. Hieronder staan 12 uren die gelinkt waren met identiteiten van goden. Het gaat hier meestal over cryptografische namen die iets over de god vertelden. Iedere god werd afgebeeld met een ster om hun relatie met de onderwereld te verstevigen.
| Uur | Identiteit                                     |
| --- | ---------------------------------------------- |
| 1   | Splijter van de hoofden van de vijanden van Ra |
| 2   | De wijze, beschermster van de heer             |
| 3   | Breker van zielen                              |
| 4   | Groot aan macht                                |
| 5   | Zij op de boot                                 |
| 6   | Goede leider                                   |
| 7   | Vernietiger van de slang (Apophis)             |
| 8   | Meesteres van de nacht                         |
| 9   | Liefhebbende                                   |
| 10  | Behouder van de rebellen                       |
| 11  | De ster, aanmoediger van de rebellen           |
| 12  | Behouder van de schoonheid van Ra              |